# Le Mariage de miss Nelly
Le Mariage de Miss Nelly è un cortometraggio muto del 1913 diretto da Louis Feuillade.

## Produzione
Il film fu prodotto dalla Société des Etablissements L. Gaumont

## Distribuzione
Distribuito dalla Société des Etablissements L. Gaumont, - un cortometraggio di 250 metri -uscì nelle sale cinematografiche francesi nel febbraio 1913. Il film è conosciuto anche con il nome internazionale in inglese The Marriage of Miss Nelly